# Lippo II Alidosi

Stemma degli Alidosi.

Lippo II Alidosi, conosciuto anche come Litto (... – 1350), è stato un nobile italiano, podestà di Bologna nel 1334-1335 e signore di Imola dal 1334 al 1350.

## Biografia
Figlio di Alidosio Alidosi, nel 1333 combatté contro gli Estensi, che in quel periodo erano contro la Chiesa; venne catturato e successivamente liberato. 

Nel 1334 il popolo bolognese si ribellò al legato pontificio di Bologna, cardinale Bertrando del Poggetto e lo allontanò dalla città (28 marzo 1334). In molti altri centri fu rovesciato l'ordine costituito. A Imola prese il potere Lippo degli Alidosi. Bologna era rimasta senza cariche civili: si formò un comune libero, con lo stesso Alidosi come podestà. 
Due anni dopo papa Benedetto XII conferì a Lippo il titolo di vicario pontificio di Imola.
Nel 1340 partecipò alla lega che ebbe lo scopo di frenare la potenza dei Visconti. Nel 1346 papa Clemente VI lo confermò nel vicariato pontificio di Imola.

## Discendenza
Lippo sposò in prime nozze Fiordinane di Rinaldo delle Caminate di Rimini ed in seconde nozze la fiorentina Cianghella della Tosa (?-1339), donna rissosa, citata anche da Dante nel Paradiso - Canto quindicesimo della Divina Commedia. Dall'unione nacquero sei figli:
- Riccardo, militare
- Roberto (?-1363), suo successore
- Lippo
- Alidosia, sposò Lippo Severoli
- Bartolomea, sposò Pandolfo da Polenta, signore di Cervia
- Carlo (?-1354), vescovo di Imola